# Piąty Doktor

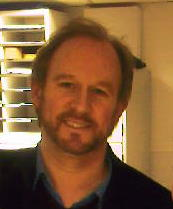
Odtwórca roli piątego Doktora, Peter Davison w 2009 roku

Piąty Doktor (ang. Fifth Doctor) – postać fikcyjna związana z brytyjskim serialem science fiction pt. Doktor Who, w którą wcielał się aktor Peter Davison. Piąty Doktor był piątą inkarnacją z oryginalnego cyklu regeneracyjnego, jaki posiadał Doktor, główny bohater serialu. Postać pojawiała się w serialu regularnie w latach 1981-1984 (co łącznie składa się na trzy pełne sezony, jeden odcinek w innym sezonie i jeden odcinek specjalny), oraz gościnnie w historii Dimensions in Time w 1993 roku i odcinku Time Crash w 2007 roku.
Jego towarzyszami w podróży przez czas i czasoprzestrzeń byli na początku towarzysze z poprzedniego wcielenia, Adric, Nyssa i Tegan. Z czasem Adric zginął, natomiast Nyssa odeszła, a nowym towarzyszem został Vislor Turlough. Rolę powracającego towarzysza pełnił android, Kamelion. W międzyczasie Tegan i Turlough opuścili Doktora, a zamieniła ich nowa towarzyszka, Peri Brown. Piąty Doktor spotkał wielu wrogów takich jak Dalekowie, Davros, Cybermeni czy Mistrz.

## Poza kulisami
Po odejściu Toma Bakera, grającego czwartego Doktora, producenci serialu postanowili, że następny Doktor ma być grany przez kogoś, kto będzie przeciwieństwem Bakera. Peter Davison został wybrany do tej roli ze względu na rolę Tristana Farnona, jaką odegrał w serialu All Creatures Great and Small, którego producentem był John Nathan-Turner. Davison w 1980 roku podpisał kontrakt z BBC na trzy lata grania Doktora.
Peter Davison był najmłodszym odtwórcą Doktora. Zagrał on po raz pierwszy tę rolę w wieku 29 lat. Rekord ten został pobity dopiero w 2010 roku, kiedy rolę Doktora dostał 27-letni wówczas Matt Smith. Davison nie przedłużał kontraktu obawiając się przypisania go tylko do roli Doktora. Pozostanie w roli Doktora przez 3 lata polecał mu również Patrick Troughton, odtwórca roli drugiego Doktora.

## Historia postaci
Czwarty Doktor na skutek upadku z dużej wysokości zregenerował się w następne, piąte wcielenie, które z wyglądu było dużo młodsze. Po regeneracji ma on uraz post-regeneracyjny przez co wraz z towarzyszami ląduje na Castrovalvie, gdzie ma odzyskać siły. Gdy akcja historii Castrovalva dobiega końca postanawia wybrać się w dalszą podróż z Adrickem, Nyssą i Tegan. W trakcie podróży Doktor staje w obliczu tragedii, jaką dla niego była śmierć jego towarzysza, Adricka. Tegan w pewnym momencie przestała chcieć dalej podróżować, dlatego Doktor odwiózł ją na lotnisko Heathrow, w czasie jej pierwszego dnia jako stewardesa. Gdy następnie na swojej rodzimej planecie, Gallifrey Doktor ma okazje stanąć naprzeciw Omedze, on przemieszcza się do Amsterdamu, gdzie Doktor spotyka Tegan. Okazuje się, że teraz Tegan pozostała bez pracy i chce powrócić, na co Doktor się zgadza. Doktor w zespole z Tegan i Nyssą miał okazje spotkać m.in. Marę.
W pewnym momencie Doktor poznaje swojego nowego towarzysza, Vislora Turlougha, z którym zaczyna podróżować. Okazuje się później, że dostał on zlecenie od Czarnego Strażnika żeby zabić Doktora, jednak w historii Enlightenment uwalnia się od jego wpływów i dalej podróżuje z Doktorem. W międzyczasie Nyssa odchodzi z załogi TARDIS, by pomóc w leczeniu choroby Lazar na stacji kosmicznej Terminus. Doktor pomógł się uwolnić od wpływów Mistrza, zmiennokształtnemu robotowi, Kamelionowi, który dołączył do Doktora, Tegan i Turlougha, jednak bardzo rzadko opuszczał TARDIS. W historii The Five Doctors Doktor może spotkać swoje poprzednie inkarnacje, kiedy zostają oni wezwani przez prezydenta Borusa do Strefy Śmierci na Gallifrey.
W dalszych przygodach Doktor spotyka swoich dawnych wrogów, w tym Silurianów oraz Diabłów Morskich. Tegan i Turlough opuszczają TARDIS, natomiast Kamelion zostaje zniszczony przez Doktora na jego prośbę. Doktor nie zostaje jednak sam bo poznaje nową towarzyszkę, Peri Brown, która jest obecna podczas jego regeneracji w historii The Caves of Androzani.
Piąty Doktor pojawia się później w historii Dimensions in Time z 1993 roku oraz w mini-odcinku Time Crash z 2007 roku. Wielokrotnie postać ta w późniejszym czasie jest pokazana poprzez materiały archiwalne, m.in. w odcinkach Ludzka natura, Jedenasta godzina czy The Husbands of River Song.

## Występy telewizyjne
| Historia                                | Data premiery      | Data premiery      | Źródło             |
| Historia                                | Pierwszy odcinek   | Ostatni odcinek    | Źródło             |
| Sezon 18 (1980-81)                      | Sezon 18 (1980-81) | Sezon 18 (1980-81) | Sezon 18 (1980-81) |
| --------------------------------------- | ------------------ | ------------------ | ------------------ |
| Logopolis                               | 28 lutego 1981     | 21 marca 1981      | [ 2 ] [ 16 ]       |
| Sezon 19 (1982)                         |                    |                    |                    |
| Castrovalva                             | 4 stycznia 1982    | 12 stycznia 1982   | [ 28 ] [ 6 ]       |
| Four to Doomsday                        | 18 stycznia 1982   | 26 stycznia 1982   | [ 29 ] [ 30 ]      |
| Kinda                                   | 1 lutego 1982      | 9 lutego 1982      | [ 31 ] [ 32 ]      |
| The Visitation                          | 15 lutego 1982     | 23 lutego 1982     | [ 33 ] [ 34 ]      |
| Black Orchid                            | 1 marca 1982       | 2 marca 1982       | [ 35 ] [ 36 ]      |
| Earthshock                              | 8 marca 1982       | 16 marca 1982      | [ 37 ] [ 7 ]       |
| Time-Flight                             | 22 marca 1982      | 30 marca 1982      | [ 38 ] [ 13 ]      |
| Sezon 21 (1983)                         |                    |                    |                    |
| Arc of Infinity                         | 3 stycznia 1983    | 12 stycznia 1983   | [ 39 ] [ 17 ]      |
| Snakedance                              | 18 stycznia 1983   | 26 stycznia 1983   | [ 40 ] [ 18 ]      |
| Mawdryn Undead                          | 1 lutego 1983      | 9 lutego 1983      | [ 41 ] [ 9 ]       |
| Terminus                                | 15 lutego 1983     | 23 lutego 1983     | [ 42 ] [ 8 ]       |
| Enlightenment                           | 1 marca 1983       | 9 marca 1983       | [ 43 ] [ 19 ]      |
| The King’s Demons                       | 15 marca 1983      | 16 marca 1983      | [ 44 ] [ 10 ]      |
| Specjalny na 20-lecie istnienia serialu |                    |                    |                    |
| The Five Doctors                        | 23 listopada 1983  | 23 listopada 1983  | [ 3 ] [ 20 ]       |
| Sezon 21 (1984)                         |                    |                    |                    |
| Warriors of the Deep                    | 5 stycznia 1984    | 13 stycznia 1984   | [ 45 ] [ 21 ]      |
| The Awakening                           | 19 stycznia 1984   | 20 stycznia 1984   | [ 46 ] [ 47 ]      |
| Frontios                                | 26 stycznia 1984   | 3 lutego 1984      | [ 48 ] [ 49 ]      |
| Resurrection of the Daleks              | 8 lutego 1984      | 15 lutego 1984     | [ 50 ] [ 11 ]      |
| Planet of Fire                          | 23 lutego 1984     | 2 marca 1984       | [ 51 ] [ 12 ]      |
| The Caves of Androzani                  | 8 marca 1984       | 16 marca 1984      | [ 52 ] [ 22 ]      |
| Specjalny na 30-lecie istnienia serialu |                    |                    |                    |
| Dimensions in Time                      | 26 listopada 1993  | 27 listopada 1993  | [ 4 ] [ 23 ]       |
| Odcinki specjalne (2007)                |                    |                    |                    |
| Time Crash                              | 16 listopada 2007  | 16 listopada 2007  | [ 24 ]             |